# 158222 Маніколас
158222 Маніколас (158222 Manicolas) — астероїд головного поясу, відкритий 20 вересня 2001 року.
Тіссеранів параметр щодо Юпітера — 3,537.